# راي أرانا
راي أرانا (بالإنجليزية: Ray Aranha)‏ مواليد 01 مايو 1939 في ميامي، فلوريدا، الولايات المتحدة - الوفاة 09 أكتوبر 2011 في كونيتيكت، الولايات المتحدة، هو ممثل ومخرج وكاتب مسرحي أمريكي.

## الأعمال
- موت قاسي مع انتقام
- الميت الذي يمشي
- كوسبي
- إد
- خادمة في مانهاتن

## وصلات خارجية
- راي أرانا على موقع IMDb (الإنجليزية)
- راي أرانا على موقع قاعدة بيانات برودواي على الإنترنت (الإنجليزية)
- راي أرانا على موقع قاعدة بيانات الفيلم (الإنجليزية)